# شارليس بيكيل (سائق سيارة سباق)
شارليس بيكيل (بالفرنسية: Charles Pic )‏ (و. 1990  م) هو سائق سيارة سباق، فرنسي.

## روابط خارجية
- شارليس بيكيل على موقع Racing-Reference.info (الإنجليزية)
- شارليس بيكيل على موقع DriverDB.com (الإنجليزية)